# Fédération wallonne de l'agriculture
Pour les articles homonymes, voir FWA.

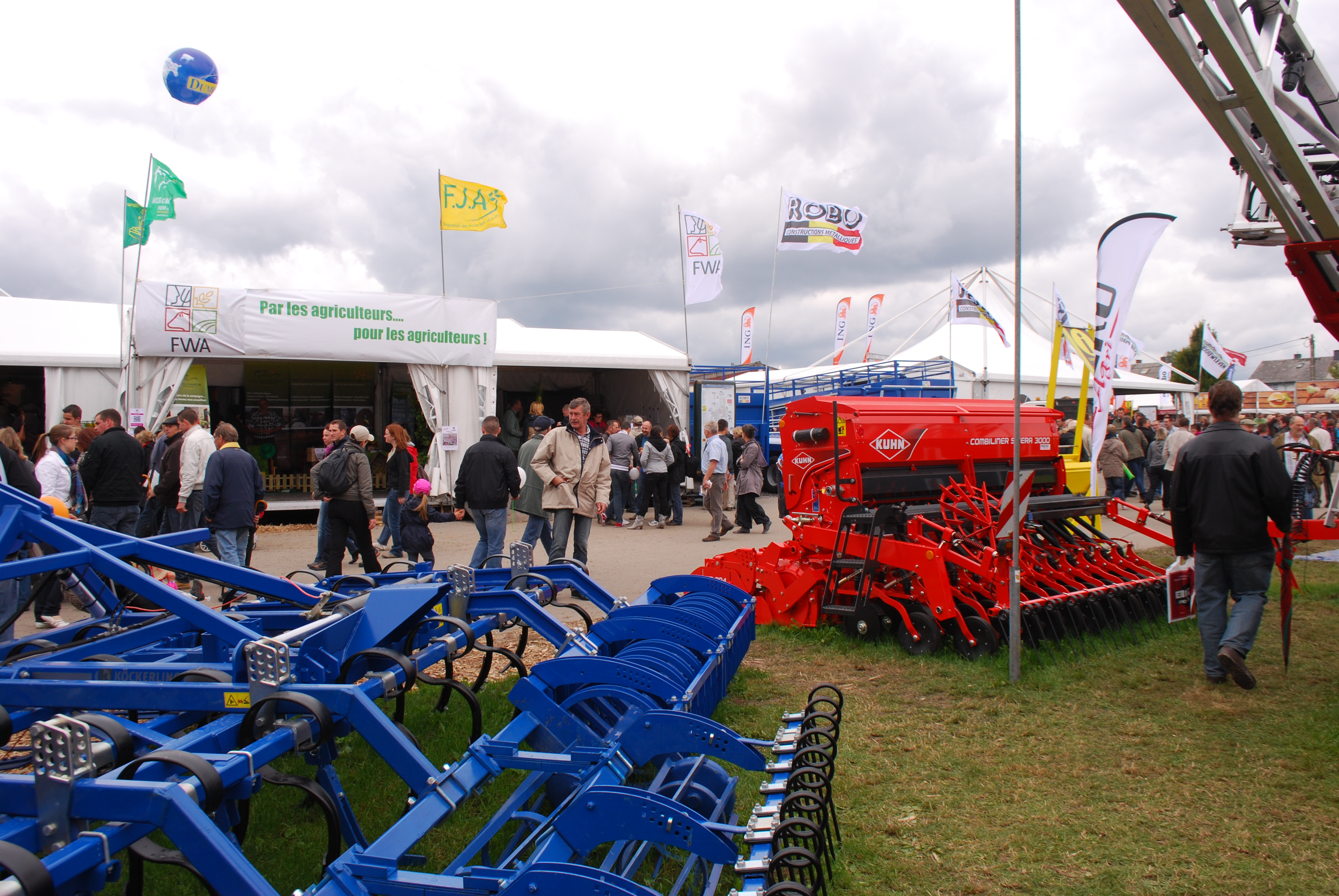
Foire agricole de Libramont 2011, présentation FWA

La Fédération wallonne de l’agriculture (en abrégé la FWA) est le principal syndicat agricole en Région wallonne, créé en 2001, dont le siège est à Gembloux. Elle est la résultante du regroupement progressif des autres syndicats paysans qui existaient auparavant les Unions professionnelles agricoles (UPA), l'Alliance agricole belge (AAB liée au Boerenbond), l'Union pour la défense des exploitations familiales (UDEF). Cette création s'est faite parallèlement au regroupement des organisations des jeunes agriculteurs ayant conduit à la création de la Fédération des jeunes agriculteurs (FJA).